# 젊음의 샘 (영화)
《젊음의 샘》(영어: Fountain of Youth)은 2025년 공개된 미국의 하이스트 모험 영화로, 가이 리치가 감독을 맡았다.

## 출연
- 존 크러진스키
- 내털리 포트먼
- 도널 글리슨
- 에이사 곤살레스
- 라스 알론소
- 아리안 모아예드
- 카먼 이조고